# おはよう。
おはよう。は、吉本興業に所属していたお笑いコンビである。1994年結成、2005年9月27日解散。共に大阪NSC12期生。

## メンバー
- 芦澤 和哉（あしざわ かずや、1973年6月4日 - ）

山梨県南巨摩郡鰍沢町（現・富士川町）出身。ツッコミ担当。O型。身長177cm。
「GB」(GEININ BAND)としても活動していた。
- 功力 富士彦（くぬぎ ふじひこ、1973年7月31日 - ）

大阪府大阪市東住吉区出身。ボケ担当。A型。身長162cm。大阪府立長吉高等学校卒業。
名前の富士彦は母親が新幹線乗車中、富士山を見ているときに陣痛が始まったことが由来。
2013年に入籍するも、結婚式を挙げていなかったが、2015年に沼津あげつち商店街主催の行事「きつねの嫁入り行列」で式を挙げた。

## 略歴
- 東京を拠点に活動しており、1995年から「フルーツ大統領」という大阪吉本の若手芸人によるアイドルユニットとして活動していたが、1997年に脱退。
- コンビ名は芸人にとって挨拶は大切だからとの思いを込めてつけた。「。」はモーニング娘。にあやかったもの。
- 解散後は2人とも芸能界に残り、共にピン芸人として活動。主に、東京新喜劇等に出演していた。またM-1グランプリ2009の予選MCで一緒に舞台に立ったこともある。
  - 芦澤は千原せいじが経営する飲食店の店長をしていたこともあり、2021年12月に東京都目黒区にて鉄板焼きとおでんのお店「あじさい」を開店している[4]。
  - 功力は2014年7月より芸名を富士彦と改名し、沼津市住みます芸人（現在は静岡県住みます芸人[1]）として沼津ラクーンよしもと劇場をベースに活動している[5]。

## 出演番組
- 吉本東京新発売（1994年、TBSテレビ）
- 慢性吉本炎（1995年 - 1996年、TBSテレビ）
- 嵐MASSE!!（1996年 - 1997年、毎日放送）
- やりにげコージー（2005年、テレビ東京）芦澤のみ
- 爆笑オンエアバトル（NHK）戦績0勝1敗 最高233KB
- ヨシモト∞（ヨシモトファンダンゴTV）
- ゼベック・オンライン (2004年12月20日、TOKYO MX)
- アメトーーク! 「熟女芸人3」（2011年6月23日、テレビ朝日系）功力のみ
- 時をかけるアメマ!寛平さんぽ（2018年 -、TOKAIケーブルネットワーク）富士彦のみ